# Wolfgang von Philipsborn
Wolfgang Dietrich Helmut Karl von Philipsborn (* 25. September 1929 in Anklam, Vorpommern; † 16. Mai 2017) war ein deutscher Chemiker. Er galt insbesondere als Experte auf dem Gebiet der Kernspinresonanzspektroskopie (NMR). Von 1974 bis zu seiner Pensionierung im Jahr 1997 war er Professor für Organische Chemie an der Universität Zürich. In einem Nachruf der Universität Zürich hieß es, von Philipsborn habe sich Jahrzehnte lang „mit neuen Techniken zur Lösung komplizierter Strukturprobleme“ befasst, beispielsweise mit Analysen der Kernresonanzspektren von N-Oxiden, Dienonen, Purinen und Pteridinen.

## Leben
Wolfgang von Philipsborn, Sohn des Landrats Max von Philipsborn und der Lieselott Freiin von Welczeck (1903–1974), wuchs in Anklam und u. a. in Weimar auf. Er studierte von 1949 bis 1952 an der FU Berlin und im Anschluss daran an der Universität Zürich Chemie. 1956 wurde er in Zürich, angeleitet von Hans Schmid, promoviert; das Thema seiner Doktorarbeit lautete: „Zur Konstitution des C-Curarins und über Reaktionen von Verbindungen mit Indolein-Struktur“. Als Postdoc ging er danach zu John C. Sheehan an das Massachusetts Institute of Technology, wo sein bisheriges Forschungsgebiet – die Naturstoffchemie – in den Hintergrund trat und abgelöst wurde durch sein Interesse für die Kernspinresonanzspektroskopie. 1961 kehrte er nach Zürich zurück, wo er 1963 als Privatdozent, 1966 als Assistenzprofessor und schließlich 1974, nach einer Gastprofessur in Haifa am Israel Institute of Technology, auf den Lehrstuhl für Organische Chemie berufen wurde.
Wolfgang von Philipsborn war seit Mai 1963 mit Heidi Wild verheiratet, das Paar hatte zwei Kinder. Seit 1969 war er Ehrenmitglied der Swiss Chemical Society.

## Forschung
Mit Hilfe von Kernspinresonanz-Spektrometern (auch: NMR-Spektroskopie) wurde nach Entdeckung der magnetischen Kernresonanz im Jahr 1946 vor allem von Physikern geforscht. Organische Chemiker erkannten aber bald ebenfalls, dass diese bereits 1952 mit dem Nobelpreis für Physik ausgezeichnete Methode für kernmagnetische Präzisionsmessungen auch das Ermitteln von chemischen Strukturen erleichtern kann. Angeregt durch seinen Aufenthalt in den USA und unterstützt von seinem Doktorvater etablierte von Philipsborn die NMR-Technik am Chemischen Institut der Universität Zürich und wurde so zu dessen NMR-Experten.
Seine Forschungsinteressen konzentrierten sich Anfang der 1960er-Jahre auf Stickstoff-Verbindungen (15N-Verbindungen). Danach widmete er sich der metallorganischen Chemie und gilt als einer der weltweit ersten Chemiker, der die chemische Verschiebung von Metallen mit deren Reaktivität korrelierte. In Zusammenarbeit mit Helmut Bönnemann vom Max-Planck-Institut für Kohlenforschung entwickelte er u. a. neuartige Methoden zur Synthese von Pyridin-Derivaten. Zahlreiche weitere Forschungsprojekte wurden vom Schweizerischen Nationalfonds gefördert.

## Schriften (Auswahl)
- Methoden und Anwendungen der kernmagnetischen Doppelresonanz. In: Angewandte Chemie. Band 83, Nr. 13, 1971, S. 470–489, doi:10.1002/ange.19710831303.
- Transition metal NMR spectroscopy. VIII. A probe into organometallic structure and catalysis. Review in: Pure and Applied Chemistry. Band 58, Nr. 4, 1986, S. 513–528, doi:10.1351/pac198658040513.
- Probing organometallic structure and reactivity by transition metal NMR spectroscopy. In: Chemical Society Reviews. Band 28, 1999, S. 95–105, doi:10.1039/A706424A.

## Belege
1. ↑  Wolfgang von Philipsborn (1929–2017). Nachruf des Fachbereichs Chemie der Universität Zürich.
2. ↑  Prof. Dr. Wolfgang von Philipsborn, emeritierter Professor für Organische Chemie. Nachruf auf dem Server der Universität Zürich.
3. ↑  Annette Seemann: Die Geschichte der Herzogin Anna Amalia Bibliothek. In: (Insel-Bücherei 1293), Suhrkamp/ Insel, Berlin 2007, S. 91; Anm. 72. ISBN 978-3-458-19293-0.
4. ↑  Annette Seemann: Weimar. Eine Kulturgeschichte. C. H. Beck Verlag, München 2012, S. 368. ISBN 978-3-406-63030-9.
5. ↑  Swiss Chemical Society: Honorary Members. In: Swiss Chemical Society, Haus der Akademien, Bern.
6. ↑  In memory of Professor Wolfgang von Philipsborn., Stefano Chimichi Firenze, Giugno 2017. PDF.
7. ↑  Schweizerischer Nationalfonds:  Wolfgang von Philipsborn., Hrsg. Schweizerischer Nationalfonds zur Förderung der wissenschaftlichen Forschung (SNF), Bern.

| Personendaten    | Personendaten                                                                 |
| ---------------- | ----------------------------------------------------------------------------- |
| NAME             | Philipsborn, Wolfgang von                                                     |
| ALTERNATIVNAMEN  | Philipsborn, Wolfgang Dietrich Helmut Karl von                                |
| KURZBESCHREIBUNG | deutscher Chemiker, Experte auf dem Gebiet der Kernspinresonanz-Spektroskopie |
| GEBURTSDATUM     | 25. September 1929                                                            |
| GEBURTSORT       | Anklam, Vorpommern                                                            |
| STERBEDATUM      | 16. Mai 2017                                                                  |